# Världsmästerskapen i friidrott 2001
Världsmästerskapen i friidrott 2001 arrangerades i Edmonton i provinsen Alberta i Kanada under perioden 3–12 augusti 2001. Det var första gången som världsmästerskapen i friidrott arrangerades i Nordamerika.

## Korrigerade resultat
- Ali Saïdi-Sief, Algeriet, fråntogs silvermedaljen på 5 000 meter efter att ha testats positivt för steroiden nandrolon.[1]
- Natalja Sadova, Ryssland, fråntogs guldet i diskus efter att ha testats positivt för koffein.[2]
- USA fråntogs segern i damernas korta stafett 2004 då Kelli White testats positivt för doping, och senare erkänt. Hon fråntogs även sin individuella bronsmedalj från 200 m-finalen.[3]
- USA fråntogs segern i herrarnas korta stafett 2005 då Tim Montgomery från USA fällts för dopning.[4]
- Marion Jones, USA miste 2007 sina individuella medaljer då hon erkänt dopning. USA skulle även ha förlorat guldet från den korta stafetten, om de inte redan hade gjort det 2004.[5]

## Medaljörer, resultat

### Herrar
| Gren:         | Guld:                                                                  | Guld:    | Silver:                                                                | Silver:  | Brons:                                                                        | Brons:   |
| ------------- | ---------------------------------------------------------------------- | -------- | ---------------------------------------------------------------------- | -------- | ----------------------------------------------------------------------------- | -------- |
| 100 m         | Maurice Greene USA                                                     | 9,82     | Bernard Williams USA                                                   | 9,94     | Ato Boldon Trinidad och Tobago                                                | 9,98     |
| 200 m         | Konstantinos Kenteris Grekland                                         | 20,04    | Christopher Williams Jamaica                                           | 20,20    | Kim Collins Saint Kitts and Nevis Shawn Crawford USA                          | 20,30    |
| 400 m         | Avard Moncur Bahamas                                                   | 44,64    | Ingo Schultz Tyskland                                                  | 44,87    | Greg Haughton Jamaica                                                         | 44,98    |
| 800 m         | André Bucher                                                           | 1:43,70  | Wilfred Bungei Kenya                                                   | 1:44,55  | Pawel Czapiewski Polen                                                        | 1:44,63  |
| 1 500 m       | Hicham El Guerrouj Marocko                                             | 3:30,68  | Bernard Lagat Kenya                                                    | 3:31,10  | Driss Maazouzi Frankrike                                                      | 3:31,54  |
| 5 000 m       | Richard Limo Kenya                                                     | 13:00,77 | Million Wolde Etiopien                                                 | 13:03,47 | John Kibowen Kenya                                                            | 13:05,20 |
| 10 000 m      | Charles Kamathi Kenya                                                  | 27:53,25 | Assefa Mezegebu Etiopien                                               | 27:53,97 | Haile Gebrselassie Etiopien                                                   | 27:54,41 |
| Marathon      | Gezahegne Abera Etiopien                                               | 2:12:42  | Simon Biwott Kenya                                                     | 2:12:43  | Stefano Baldini Italien                                                       | 2:13:18  |
| 110 m häck    | Allen Johnson USA                                                      | 13,04    | Anier García Kuba                                                      | 13,04    | Dudley Dorival Haiti                                                          | 13,25    |
| 400 m häck    | Felix Sanchez Dominikanska Republiken                                  | 47,49    | Fabrizio Mori Italien                                                  | 47,54    | Dai Tamesue Japan                                                             | 47,89    |
| 3000 m hinder | Reuben Kosgei Kenya\|                                                  | 8:15.16  | Ali Ezzine Marocko                                                     | 8:16.21  | Bernard Barmasai Kenya\|                                                      | 8:16.59  |
| 20 km gång    | Roman Raskazov Ryssland                                                | 1:20:31  | Ilja Markov Ryssland                                                   | 1:20:33  | Viktor Burajev Ryssland                                                       | 1:20:36  |
| 50 km gång    | Robert Korzeniowski Polen                                              | 3:42.08  | Jesús Ángel García Spanien                                             | 3:43:07  | Edgar Hernández Mexiko                                                        | 3:46:12  |
| 4 x 100 m     | Morne Nagel, Corne Du Plessis, Lee-Roy Newton, Matthew Quinn Sydafrika | 38,47    | Marc Burns, Ato Boldon, Jacey Harper, Darrel Brown Trinidad och Tobago | 38,58    | Matthew Shirvington, Paul Di Bella, Steve Brimacombe, Adam Basil Australien   | 38,83    |
| 4 x 400 m     | Leonard Byrd, Antonio Pettigrew, Derrick Brew, Angelo Taylor USA       | 2.57,54  | Avard Moncur, Christopher Brown, Troy Mcintosh, Tim Munnings Bahamas   | 2.58,19  | Brandon Simpson, Christopher Williams, Greg Haughton, Danny McFarlane Jamaica | 2.58,39  |
| Höjdhopp      | Martin Buß Tyskland                                                    | 2,36     | Jaroslav Rybakov Ryssland Vjatjeslav Voronin Ryssland                  | 2,33     |                                                                               |          |
| Stavhopp      | Dmitri Markov Australien                                               | 6,05     | Aleksandr Averbukh Israel                                              | 5,85     | Nick Hysong USA                                                               | 5,85     |
| Längdhopp     | Iván Pedroso Kuba                                                      | 8,40     | Savanté Stringfellow USA                                               | 8,24     | Carlos Calado Portugal                                                        | 8,21     |
| Tresteg       | Jonathan Edwards Storbritannien                                        | 17,92    | Christian Olsson Sverige                                               | 17,47    | Igor Spasovchodskij Ryssland                                                  | 17,44    |
| Kulstötning   | John Godina USA                                                        | 21,87    | Adam Nelson USA                                                        | 21,24    | Arsi Harju Finland                                                            | 20,93    |
| Diskus        | Lars Riedel Tyskland                                                   | 69,72    | Virgilijus Alekna Litauen                                              | 69,40    | Michael Möllenbeck Tyskland                                                   | 67,61    |
| Slägga        | Szymon Ziółkowski Polen                                                | 83,38    | Koji Murofushi Japan                                                   | 82,92    | Ilja Konovalov Ryssland                                                       | 80,27    |
| Spjut         | Jan Železný Tjeckien                                                   | 92,80    | Aki Parviainen Finland                                                 | 91,31    | Konstadínos Gatsioúdis Grekland                                               | 89,95    |
| Tiokamp       | Tomáš Dvořák Tjeckien                                                  | 8902     | Erki Nool Estland                                                      | 8815     | Dean Macey Storbritannien                                                     | 8603     |

### Damer
| Gren:          | Guld:                                                                                | Guld:    | Silver:                                                                  | Silver:  | Brons:                                                                         | Brons:   |
| -------------- | ------------------------------------------------------------------------------------ | -------- | ------------------------------------------------------------------------ | -------- | ------------------------------------------------------------------------------ | -------- |
| 100 m          | Zjanna Pintusevitj-Block Ukraina                                                     | 10,82    | Ekaterini Thanou Grekland                                                | 10,91    | Chandra Sturrup Bahamas                                                        | 10,85    |
| 200 m          | Debbie Ferguson Bahamas                                                              | 22,52    | LaTasha Jenkins USA                                                      | 22,85    | Cydonie Mothersill Caymanöarna                                                 | 22,88    |
| 400 m          | Amy Mbacke Thiam Senegal                                                             | 49,86    | Lorraine Fenton Jamaica                                                  | 49,88    | Ana Guevara Mexiko                                                             | 49,97    |
| 800 m          | Maria Mutola Moçambique                                                              | 1:57,17  | Stephanie Graf Österrike                                                 | 1:57,20  | Letitia Vriesde Surinam                                                        | 1:57,35  |
| 1 500 m        | Gabriela Szabó Rumänien                                                              | 4:00,57  | Violeta Beclea Szekely Rumänien                                          | 4:01,70  | Natalia Gorelova Ryssland                                                      | 4:02,40  |
| 5 000 m        | Olga Jegorova Ryssland                                                               | 15:03,39 | Marta Dominguez Spanien                                                  | 15:06,59 | Ayelech Worku Etiopien                                                         | 15:10,17 |
| 10 000 m       | Derartu Tulu Etiopien                                                                | 31:48,81 | Berhane Adere Etiopien                                                   | 31:48,85 | Gete Wami Etiopien                                                             | 31:49,98 |
| Maraton        | Lidia Simon Rumänien                                                                 | 2:26:01  | Reiko Tosa Japan                                                         | 2:26:06  | Svetlana Zacharova Ryssland                                                    | 2:26:18  |
| 100 meter häck | Anjanette Kirkland USA                                                               | 12,42    | Gail Devers USA                                                          | 12,54    | Olga Sjisjigina Kazakstan                                                      | 12,58    |
| 400 meter häck | Nezha Bidouane Marocko                                                               | 53,34    | Julia Nosova Ryssland                                                    | 54,27    | Daimi Pernia Kuba                                                              | 54,51    |
| 20 km gång     | Olimpiada Ivanova Ryssland                                                           | 1:27:48  | Valentina Sybulskaja Vitryssland                                         | 1:28:49  | Elisabetta Perrone Italien                                                     | 1:28:56  |
| 4 x 100 m      | Melanie Paschke, Gaby Rockmeier, Birgit Rockmeier, Marion Wagner Tyskland            | 42,32    | Sylviane Félix, Frédérique Bangué, Muriel Hurtis, Odiah Sidibé Frankrike | 42,39    | Juliet Campbell, Merlene Frazer, Beverly McDonald, Astia Walker Jamaica        | 42,40    |
| 4 x 400 m      | Sandie Richards, Catherine Scott-Pomales, Debbie-Ann Parris, Lorraine Fenton Jamaica | 3.20,65  | Florence Ekpo-Umoh, Shanta Ghosh, Claudia Marx, Grit Breuer Tyskland     | 3.21,97  | Irina Rosichina, Julia Nosova, Anastasie Kapatjinskaja, Olesia Zykina Ryssland | 3.24,92  |
| Höjdhopp       | Hestrie Cloete Sydafrika                                                             | 2,00     | Inha Babakova Ukraina                                                    | 2,00     | Kajsa Bergqvist Sverige                                                        | 1,97     |
| Stavhopp       | Stacy Dragila USA                                                                    | 4,75     | Svetlana Feofanova Ryssland                                              | 4,75     | Monika Pyrek Polen                                                             | 4,55     |
| Längdhopp      | Fiona May Italien                                                                    | 7,02     | Tatjana Kotova Ryssland                                                  | 7,01     | Niurka Montalvo Spanien                                                        | 6,88     |
| Tresteg        | Tatjana Lebedeva Ryssland                                                            | 15,25    | Françoise Mbango-Etone Kamerun                                           | 14,60    | Tereza Marinova Bulgarien                                                      | 14,58    |
| Kulstötning    | Janina Koroltjik Vitryssland                                                         | 20,61    | Nadine Kleinert Tyskland                                                 | 19,86    | Vita Pavlisj Ukraina                                                           | 19,41    |
| Diskus         | Jelina Zverava Vitryssland                                                           | 67,10    | Nicoleta Grasu Rumänien                                                  | 66,24    | Anastasía Kelesídou Grekland                                                   | 65,50    |
| Slägga         | Yipsi Moreno Kuba                                                                    | 70,65    | Olga Kuzenkova Ryssland                                                  | 70,61    | Bronwyn Eagles Australien                                                      | 68,87    |
| Spjut          | Osleidys Menéndez Kuba                                                               | 69,53    | Miréla Manjani Grekland                                                  | 65,78    | Sonia Bisset Kuba                                                              | 64,69    |
| Sjukamp        | Jelena Prochorova Ryssland                                                           | 6694     | Natallja Sazanovitj Vitryssland                                          | 6539     | Shelia Burrell USA                                                             | 6472     |

## Förklaringar
- (WR) = Världsrekord
- (AR) = Amerikanskt rekord
- (CR) = Mästerskapsrekord

## Medaljfördelning
| Plats | Land                    | Guld | Silver | Brons | Totalt |
| ----- | ----------------------- | ---- | ------ | ----- | ------ |
| 1.    | Ryssland                | 5    | 7      | 6     | 18     |
| 2.    | USA                     | 6    | 7      | 3     | 14     |
| 3.    | Kenya                   | 3    | 3      | 2     | 8      |
| 4.    | Tyskland                | 3    | 3      | 1     | 7      |
| 5.    | Kuba                    | 3    | 1      | 2     | 6      |
| 6.    | Etiopien                | 2    | 3      | 3     | 8      |
| 7.    | Rumänien                | 2    | 2      | 0     | 4      |
| 7.    | Vitryssland             | 2    | 2      | 0     | 4      |
| 9.    | Bahamas                 | 2    | 1      | 1     | 4      |
| 10.   | Marocko                 | 2    | 1      | 0     | 3      |
| 11.   | Polen                   | 2    | 0      | 2     | 4      |
| 12.   | Sydafrika               | 2    | 0      | 0     | 2      |
| 12.   | Tjeckien                | 2    | 0      | 0     | 2      |
| 14.   | Jamaica                 | 1    | 2      | 3     | 6      |
| 15.   | Grekland                | 1    | 2      | 2     | 5      |
| 16.   | Italien                 | 1    | 1      | 2     | 4      |
| 17.   | Ukraina                 | 1    | 1      | 1     | 3      |
| 18.   | Australien              | 1    | 0      | 2     | 3      |
| 19.   | Storbritannien          | 1    | 0      | 1     | 2      |
| 20.   | Dominikanska Republiken | 1    | 0      | 0     | 1      |
| 20.   | Moçambique              | 1    | 0      | 0     | 1      |
| 20.   | Senegal                 | 1    | 0      | 0     | 1      |
| 20.   | Schweiz                 | 1    | 0      | 0     | 1      |
| 24.   | Japan                   | 0    | 2      | 1     | 3      |
| 24.   | Spanien                 | 0    | 2      | 1     | 3      |
| 26.   | Finland                 | 0    | 1      | 1     | 2      |
| 26.   | Frankrike               | 0    | 1      | 1     | 2      |
| 26.   | Sverige                 | 0    | 1      | 1     | 2      |
| 26.   | Trinidad och Tobago     | 0    | 1      | 1     | 2      |
| 30.   | Estland                 | 0    | 1      | 0     | 1      |
| 30.   | Israel                  | 0    | 1      | 0     | 1      |
| 30.   | Kamerun                 | 0    | 1      | 0     | 1      |
| 30.   | Litauen                 | 0    | 1      | 0     | 1      |
| 30.   | Österrike               | 0    | 1      | 0     | 1      |
| 35.   | Mexiko                  | 0    | 0      | 2     | 2      |
| 36.   | Bulgarien               | 0    | 0      | 1     | 1      |
| 36.   | Caymanöarna             | 0    | 0      | 1     | 1      |
| 36.   | Haiti                   | 0    | 0      | 1     | 1      |
| 36.   | Kazakstan               | 0    | 0      | 1     | 1      |
| 36.   | Portugal                | 0    | 0      | 1     | 1      |
| 36.   | Saint Kitts och Nevis   | 0    | 0      | 1     | 1      |
| 36.   | Surinam                 | 0    | 0      | 1     | 1      |

## Övrigt
Ryskan Olga Jegorova hade före tävlingarna åkt dit för dopat sig med EPO vid Golden League-tävlingar i Paris i början av juli 2001, men laboratoriet nöjde sig med att bara testa hennes urin, fastän även blodet skulle testats. Detta möjliggjorde hennes start i världsmästerskapen, och hon vann damernas 5 000-meterslopp, men hånades av publiken som buade ut henne vid presentationen, och under loppet ropade "–EPO go, go, go! EPO go, go, go!"

### Fotnoter
1. ↑  CNN (18 augusti 2001). ”Saidi-Sief tests positive for drugs” (på engelska) (HTML). http://cgi.cnnsi.com/athletics/news/2001/08/18/doping_saidi_sief_ap/. Läst 10 augusti 2008.[död länk]
2. ↑  CNN (26 juli 2006). ”Olympic champion Sadova is banned” (på engelska) (HTML). http://www.cnn.com/2006/SPORT/07/25/athletics.ban/index.html?eref=sitesearch. Läst 10 augusti 2008.
3. ↑  IAAF - International Association of Athletics Federations (18 juni 2004). ”Kelli White (USA) – performances annulled” (på engelska) (HTML). http://www.iaaf.org/news/kind=101/newsid=25656.html. Läst 10 augusti 2008.
4. ↑  IAAF - International Association of Athletics Federations (13 december 2005). ”CAS decision on Montgomery and Gaines” (på engelska) (HTML). http://www.iaaf.org/news/kind=101/newsid=32920.html. Läst 10 augusti 2008.
5. ↑  IAAF - International Association of Athletics Federations (11 december 2007). ”Annulment of Results - Marion Jones” (på en, fr) (HTML). http://www.iaaf.org/aboutiaaf/news/newsid=43462.html. Läst 10 augusti 2008.
6. ↑  ”Dagbladet”. 12 augusti 2001. http://www.dagbladet.no/sport/2001/08/12/274206.html. Läst 30 juni 2011.